# Petz von Lichtenhof
La famiglia Petz von Lichtenhoffu una famiglia nobile del patriziato di Norimberga, dove venne cooptata dal 1730.

## Storia

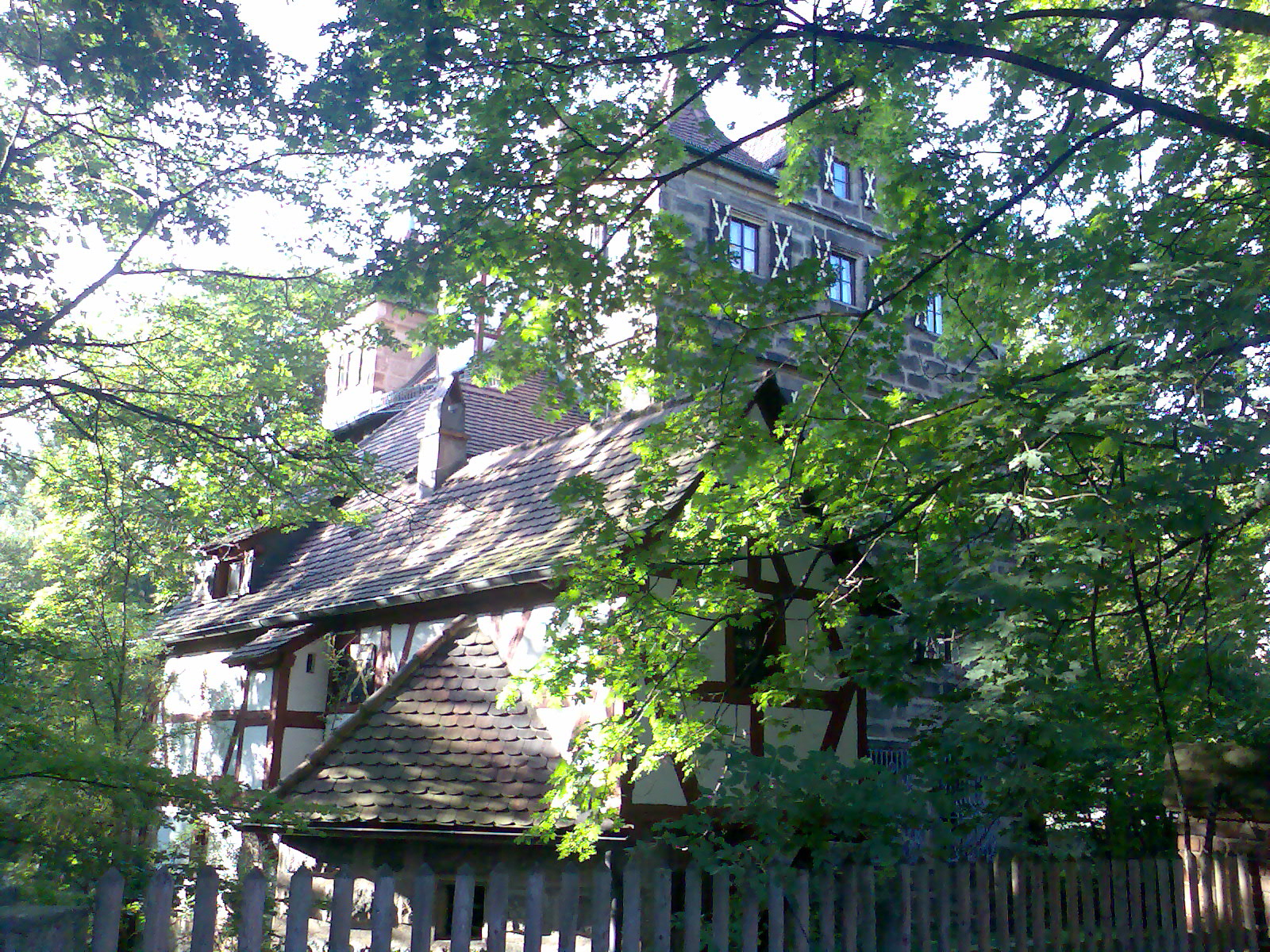
Il Petzenschloss di Lichtenhof.

La famiglia Petz era originaria di Lauingen. Michael Petz fu il primo rappresentante della famiglia a risiedere stabilmente a Norimberga del 1450. Successivamente la famiglia si impegnò nel mondo del commercio, divenendo ricca in particolare col commercio tessile.
I Petz, a seguito della rivolta artigiana del 1348/49, rappresentarono i produttori di tessuti della città.
Nel 1582, attraverso la moglie Marie Schönborn, Pius Petz acquistò il Petzenschloss presso Lichtenhof che divenne sede della famiglia. Da allora la famiglia assunse il predicato di "von Lichtenhof". Il maniero venne requisito dal re Gustavo Adolfo di Svezia nel 1632 durante la guerra dei trent'anni nell'area di Norimberga.
Nel 1876 ereditarono il castello di Schwarzenbruck. Nel 1730 i Petz vennero cooptati nel patriziato di Norimberga e dal 1813 ottenne la nobilitazione nel regno di Baviera.

## Membri notabili
- Christoph Ludwig Dietherr von Anwanden (1619-1687), procuratore della città di Norimberga, membro del consiglio minore. Pubblicò ed integrò l'opera Thesaurus practicus di Christoph Besold.